# Echophysics

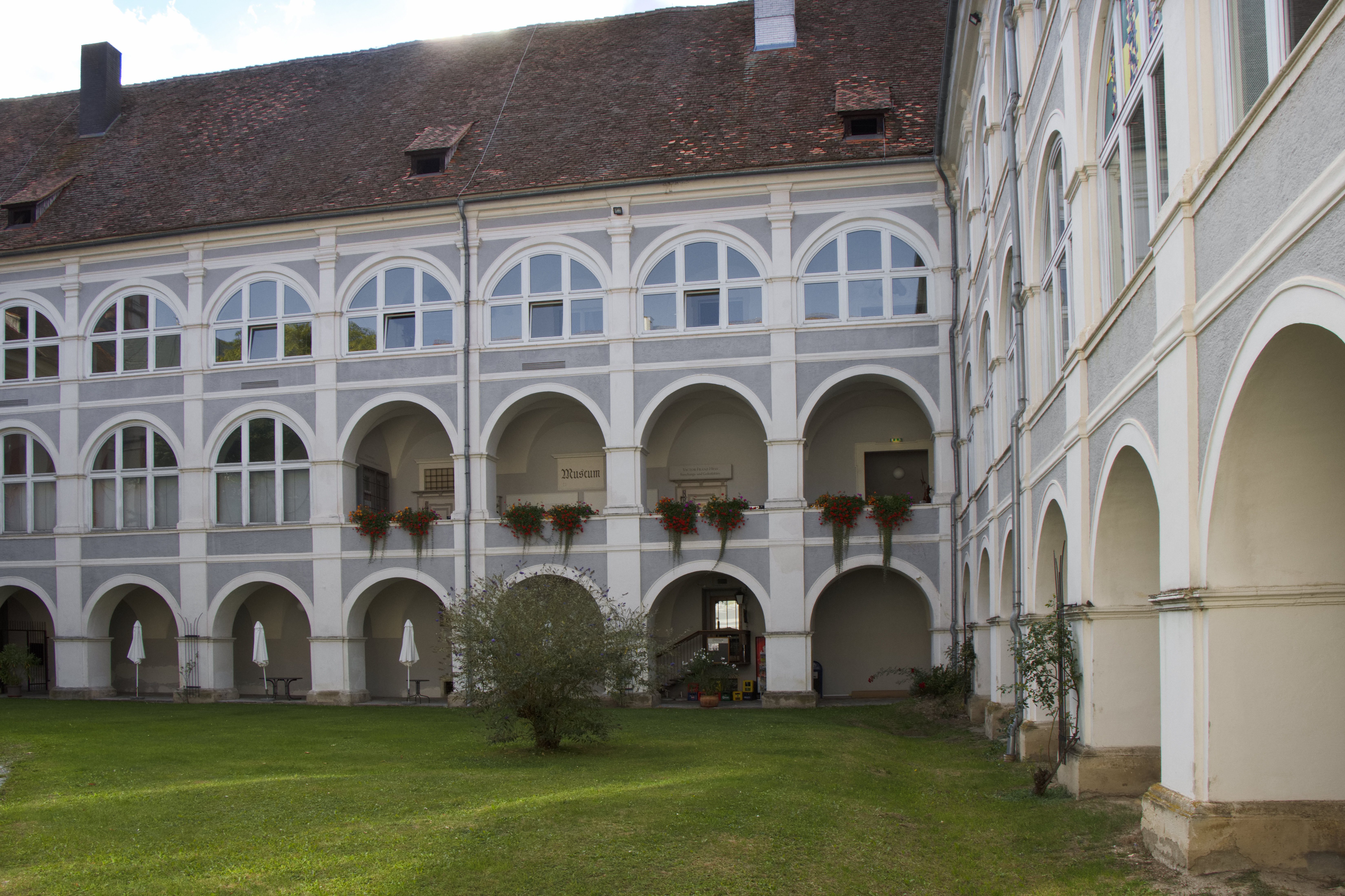
Das Museum in einem Trakt des Schlosses Pöllau

echophysics ist der Name eines Museums zur Geschichte der Physik, das sich im Schloss Pöllau bei Hartberg in der Steiermark befindet. Der Name ist ein Akronym aus European Center for the History of Physics (Europäisches Zentrum für Physikgeschichte).

## Geschichte und Betrieb
Das Museum wurde am 29. Mai 2010 eröffnet. Die Ausstellung trägt das Motto Strahlung – der ausgesetzte Mensch. Zu sehen sind historische Instrumente und Versuchsanordnungen, mit denen ionisierende Strahlung erforscht wurde. Zwei Schwerpunkte der Ausstellung sind historische Apparate des Wiener Instituts für Radiumforschung sowie Leben und Werk von Victor Franz Hess, Physik-Nobelpreisträger und Entdecker der kosmischen Strahlung.
Betreiber ist der Verein echophysics – Europäisches Zentrum für Physikgeschichte e.V. Der Verein wurde 2009 auf Initiative des Physikers, Wissenschafters und Schriftstellers Peter Maria Schuster (1939–2019) gegründet und wird vom ebenfalls im Schloss Pöllau ansässigen Verein Victor-Franz-Hess-Gesellschaft ideell unterstützt.